# Oneworld Aliance
Oneworld (traducere: o singură lume, CRS: * O) este o alianță a companiilor aeriene înființată la 1 februarie 1999. Obiectivul declarat al alianței este să fie alianța aeriană de primă clasă pentru călătorii internaționali frecvenți. Biroul său central de alianță se află în Manhattan, New York, Statele Unite ale Americii. Companiile aeriene membre includ companiile aeriene afiliate, American Airlines, British Airways, Cathay Pacific, Finnair, Iberia, Japonia Airlines, LATAM Airlines, Malaysia Airlines, Qantas, Qatar Airways, Royal Jordanian, S7 Airlines și SriLankan Airlines. Începând din octombrie 2017, Oneworld este al treilea cel mai mare alianță mondială în ceea ce privește pasagerii cu mai mult de 527,9 milioane de pasageri, în spatele Star Alliance (689,98 milioane de euro) și SkyTeam (665,4 milioane de euro). 
Sloganul său este "O alianță a companiilor aeriene mondiale care operează ca una".
Începând cu octombrie 2017, companiile aeriene membre operează în comun o flotă de 3447 de aeronave, deservesc circa 1000 de aeroporturi în peste 158 de țări, transportând 527,9 milioane de pasageri pe an pe 12.738 plecări zilnice, generând venituri anuale mai mari de 130 de miliarde de dolari.

## Istorie

### Noua alianță globală
Oneworld a fost dezvăluită de membrii săi fondatori, American Airlines, British Airways, Canadian Airlines (care au părăsit alianța cu câțiva ani mai târziu în urma fuziunii cu Air Canada), Cathay Pacific și Qantas la o conferință de presă de la Londra, Marea Britanie, la 21 septembrie 1998. Oneworld a fost lansat oficial și a devenit operațional la data de 1 februarie 1999. Alianța și-a prezentat serviciile și beneficiile, incluzând:
Transferuri mai ușoare pentru pasagerii care călătoresc în toate companiile aeriene membre
Sprijin mai mare pentru pasageri, indiferent de compania aeriană membru cu care călătoresc
O gamă mai largă de produse din întreaga lume
Îmbunătățirea cooperării în programele de zbor frecvent ale companiilor aeriene pentru a oferi mai multe recompense
Recunoaștere mai largă și acces la mai multe saloane de aeroport.
Înaintea lansării oficiale, alianța sa angajat într-un amplu program de comunicare și instruire a angajaților, implicând aproape toți cei 220.000 de angajați ai celor cinci companii aeriene membre, pentru a se asigura că ar putea oferi ceea ce a promis brandul alianței. La lansarea sa în 1999, companiile aeriene membre Oneworld și afiliații acestora au deservit 648 destinații în 139 de țări și au transportat 181 milioane de pasageri cu o flotă de 1.577 de aeronave.

### Primii membri suplimentari
Finnair, cel mai mare operator de transport aerian și de pavilion din Finlanda, a fost noul recrut al alianței la 9 decembrie 1998.  Alianța a salutat pe Iberia, transportatorul de pavilion al Spaniei, ca al doilea recrutat la 15 februarie 1999.  Ambele companii aeriene, împreună cu franciza Iberia, Iberia Regional Air Nostrum, s-au alăturat alianței la 1 septembrie 1999, adăugând peste 50 de destinații rețelei Oneworld .
La 19 mai 1999, LanChile (cunoscut ca LAN și din 2016 ca LATAM Chile) a devenit membru ales, primul reprezentant al alianței din America Latină. Cele două filiale LanChile, LAN Express și LAN Perú, se vor alătura, de asemenea, alianței. Transportatorul irlandez Aer Lingus a fost ales în mod oficial la bord și confirmat ca cel de-al nouălea membru al alianței la 2 decembrie 1999. Întrucât LanChile și Aer Lingus s-au alăturat la 1 iunie 2000, Canadian Airlines a părăsit alianța, în urma cumpărării de către compania aeriană Air Canada, membru al rivalului Star Alliance.
Swiss International Air Lines (Elveția) a acceptat invitația de a se alătura Oneworld în septembrie 2003, după semnarea Memorandumului de înțelegere (MOU) la 23 septembrie 2003 pentru a stabili un acord comercial extins cu British Airways  Cu toate acestea, Elveția a decis ulterior să nu procedeze cu elemente cheie ale acordului său cu British Airways și, prin urmare, a fost eliberată de angajamentul său de a se alătura Oneworld  Elveția a fost ulterior preluată de Lufthansa în 2005 și sa alăturat Star Alliance în 2006. 

### 2005-2006: Prima unitate de extindere mare
La mijlocul anilor '90, Oneworld a făcut una dintre cele mai mari expansiuni din istoria sa. Transportatorul maghiar Malév a semnat un memorandum de înțelegere în mai 2005 ca precursor al unei invitații oficiale de aderare, prelungit în noiembrie 2005.  La 17 octombrie 2005, Alianța a semnat, în calitate de membru ales, Royal Jordanian, prima companie aeriană din Orientul Mijlociu, pentru a accepta o invitație de aderare la orice alianță globală a companiilor aeriene .
Japan Airlines (JAL), cel mai mare grup de companii aeriene din Asia, a solicitat aderarea la alianță la 25 octombrie 2005.  JAL și Oneworld au făcut schimb de Memorandum de Înțelegere la 8 februarie 2006, stabilind un cadru pentru măsurile care trebuie luate până când compania aeriană ar putea fi invitată oficial să se alăture. La 5 iunie 2006, JAL a acceptat o scrisoare formală de invitație de aderare la alianță, împreună cu cinci membri ai grupului JAL ca membri afiliați, inclusiv J-Air, JAL Express, JALways, Japonia Asia Airways și Japonia Transocean Air. 
Toate cele trei grupuri aeriene - Japan Airlines, Malév și Royal Jordanian - s-au alăturat în calitate de membri cu drepturi depline și au început să ofere întreaga gamă de servicii și beneficii ale Alianței la 1 aprilie 2007, împreună cu membrii afiliați ai Oneworld, Air, JAL Express, JALways, Japonia Asia Airways și Japonia Transocean Air și filialele LAN LAN Argentina și LAN Ecuador. Ei au extins rețeaua Oneworld la aproape 700 de aeroporturi din aproape 150 de țări, deservite de 9000 de plecări zilnice, transportând în jur de 315 milioane de pasageri pe an, cu o flotă de aproape 2.500 de avioane, cu avioane frecvente de vârf, care pot accesa 400 de saloane de aeroport din întreaga lume. 
În aceeași zi, Aer Lingus a părăsit voluntar alianța din cauza unei schimbări fundamentale a strategiei sale de afaceri. Transportatorul irlandez se repoziționa ca transportator low-priced punct-to-point, în timp ce Oneworld sa concentrat pe piața multisectorală, premium și frecventă a călătorilor internaționali. Deși nu mai era membru al Oneworld, Aer Lingus a întreținut parteneriate cu programele de partajare frecvente cu unii dintre membrii alianței și a continuat să participe la produsul tarifar global al alianței Global Explorer. 
Malév a suspendat pe termen nelimitat toate serviciile în februarie 2012, invocând dificultăți financiare.  Participarea sa la Oneworld sa încheiat când compania aeriană a fost lichidată în următoarele săptămâni.

### 2009-2011: noi recruți și extindere
Air Berlin sa alăturat alianței la 20 martie 2012
La 26 mai 2009, compania aeriană rusă S7 Airlines a fost aleasă în unanimitate pentru alianță. A devenit membru cu drepturi depline la 15 noiembrie 2010, adăugând la Oneworld una dintre cele mai extinse rețele care acoperă Rusia și Comunitatea Statelor Independente (CSI). Rețeaua Oneworld a fost extinsă la alte 54 de orașe, dintre care 35 în Rusia. Compania aeriană Globus Airlines sa alăturat Oneworld în același timp cu un membru afiliat. 
La data de 10 noiembrie 2009, Oneworld a salutat Mexicana și filialele sale, MexicanaClick și MexicanaLink, după ce compania aeriană a acceptat o invitație oficială de aderare la alianță la 9 aprilie 2008. Mexicana și afiliații săi au adăugat 26 de destinații în harta alianței. Mexicana fusese până în martie 2004 membru al Star Alliance, când și-a încheiat acordul de codeshare cu United Airlines și a optat pentru acorduri bilaterale cu membrii Oneworld American Airlines și Iberia. La 2 august 2010, Mexicana a depus o procedură de insolvență în Mexic și a protejat falimentul în Statele Unite, situația sa financiară fiind deteriorată. Compania aeriană a suspendat toate operațiunile începând cu 28 august 2010. Cu grupul aflat sub protecția mexicană, el a rămas de atunci un membru inactiv al Oneworld.
Începând cu 23 februarie 2010, Kingfisher Airlines din India și-a făcut primul pas să se alăture companiei Oneworld, împreună cu președintele său, Vijay Mallya, și directorilor executivi ai companiilor aeriene membre ale Alianței care semnează un memorandum de înțelegere, Compania aeriană a obținut aprobarea de a adera la alianță de la Ministerul Aviației Civile din India și a început să participe la produsul tarifar global al alianței Global Explorer. Cu toate acestea, la 3 februarie 2012, cu doar o săptămână înainte de intrarea în alianță, intrarea Kingfisher Airlines a fost suspendată pentru a acorda mai mult timp pentru a-și consolida poziția financiară . Kingfisher Airlines a suspendat operațiunile la 20 octombrie 2012 și, în cele din urmă, și-a încetat activitatea în februarie 2013.
În data de 26 iulie 2010, Air Berlin, a doua companie aeriană din Germania, a acceptat o invitație de a se alătura Oneworld și sa alăturat Alianței la 20 martie 2012.
La 6 iunie 2011, Malaysia Airlines a devenit un nou membru desemnat pe marginea Summit-ului mondial de transport aerian IATA din Singapore Malaysia Airlines a devenit parte a Oneworld la data de 1 februarie 2013.

### 2012-prezent: A doua mare expansiune
În data de 11 iunie 2012, SriLankan Airlines a devenit ultima alegere a lui Oneworld, în paralel cu summit-ul IATA World Air Transport Summit de la Beijing. Cathay Pacific servește SriLankan Airlines ca sponsor prin programul de implementare a alianței sale . Implementarea sa de aderare era așteptată să dureze aproximativ 18 luni. La 1 mai 2014, SriLankan Airlines a devenit membru cu drepturi depline al alianței, devenind prima companie aeriană din subcontinentul indian care sa alăturat oricărei alianțe.
Pe 8 octombrie 2012, Qatar Airways a devenit membru ales al Oneworld. Qatar Airways a fost una dintre companiile aeriene cu cea mai rapidă creștere în lume - adăugând 15 destinații numai în 2012 - și una dintre cele mai apreciate, după ce a fost desemnată Airline of the Year de către agenția independentă de rating al companiei aeriene Skytrax în 2011 și 2012. join a fost raportat pe scară largă în mass-media ca o lovitură de stat pentru Oneworld, cu Qatar Airways primul dintre transportatorii "Big Three" din Golful Persic pentru a semna petru orice alianță globală a companiilor aeriene. Compania aeriană sa alăturat alianței la 30 octombrie 2013.
La data de 14 februarie 2013, American Airlines a început planurile de îmbinare cu US Airways. În urma aprobării Administrației Federale a Aviației din SUA, fuziunea a fost încheiată la 9 decembrie 2013. US Airways a părăsit Star Alliance la 30 martie 2014 și sa alăturat uneia dintre ele ca membru afiliat a doua zi.
La data de 7 martie 2013, compania LATAM Airlines a ales compania Oneworld ca alianță, iar filiala LAN LAN Colombia plus TAM Airlines și filiala sa TAM Paraguay se vor alătura Oneworld . LAN Columbia sa alăturat alianței la 1 octombrie 2013.
La 31 martie 2014, TAM Airlines și US Airways s-au alăturat Oneworld după ce au părăsit Star Alliance la 30 martie 2014.
La 15 august 2017, compania aeriană Air Berlin a depus cererea de insolvență după ce Etihad Airways din Abu Dhabi a încetat să finanțeze compania aeriană. Air Berlin ulterior a părăsit Oneworld la intrarea în administrație și la încetarea operațiunilor la 28 octombrie 2017.

## Livery și logo-ul
Toate aeronavele membrilor Alianței poartă un mic logo Oneworld, cu diametrul de 30 de centimetri (12 in), din dreapta primului set de uși de intrare din spatele cabinei.
În 2007, Japonia Airlines (JAL) a pictat două dintre avioanele Boeing 777, un Boeing 777-200ER (JA704J) și un Boeing 777-300 (JA8941), într-o echipă specială Oneworld pentru a marca intrarea sa în alianță. Prima aeronavă (JA704J) a decolat de la centrul internațional al aeroportului Tokyo Narita, ca avion japonez de zbor 441, care se îndrepta spre Moscova la 16 aprilie 2007. Design-ul a inclus "un glob uriaș în albastrul orizontului distinctiv al Oneworld, pictat pe centru a aeronavei, cu un motiv stilizat pentru a simboliza confortul, confortul, valoarea și alegerea la dispoziția pasagerilor în întreaga rețea globală a alianței ".
Noua versiune (opțională) a modelului Oneworld a fost introdusă în cadrul celei de-a zecea aniversări a Alianței în februarie 2009. Acesta conține numele alianței cu litere mari, înalte de aproape 2 metri și logo-ul alianței de-a lungul fuselajului , pe un fundal alb sau lustruit din metal. Numele liniei aeriene membre de operare va fi plasat în litere mai mici, într-o poziție standard, în partea din față a aeronavei, sub denumirea și logo-ul alianței. Fiecare companie aeriană membră își va păstra, de asemenea, designul regulat.

## Membri

### Actuali
| Companie           | Data afilierii         | Marime Flota | Membrii afiliati companiei                                                                     |
| ------------------ | ---------------------- | ------------ | ---------------------------------------------------------------------------------------------- |
| Qantas             | 1 Feb 1999             | 119          | Jetconnect QantasLink                                                                          |
| LATAM              | 31 Mar 2014 1 Iun 2000 | 353          | LATAM Argentina LATAM Brasil LATAM Colombia LATAM Chile LATAM Ecuador LATAM Express LATAM Perú |
| Finnair            | 1 Sep 1999             | 79           | Nordic Regional Airlines                                                                       |
| Cathay Pacific     | 1 Feb 1999             | 148          | Cathay Dragon                                                                                  |
| Japan Airlines     | 1 Apr 2007             | 162          | J-Air Japan Transocean Air                                                                     |
| Royal Jordanian    | 1 Apr 2007             | 26           |                                                                                                |
| Malaysia Airlines  | 1 Feb 2013             | 72           | Firefly MASWings                                                                               |
| Qatar Airways      | 30 Oct 2013            | 206          |                                                                                                |
| S7 Airlines        | 15 Nov 2010            | 81           | Globus Airlines                                                                                |
| Iberia             | 1 Sep 1999             | 79           | Iberia Regional Iberia Express                                                                 |
| SriLankan Airlines | 1 mai 2014             | 26           |                                                                                                |
| British Airways    | 1 Feb 1999             | 273          | BA CityFlyer Comair OpenSkies Sun-Air                                                          |
| American Airlines  | 1 Feb 1999             | 956          | American Eagle American Airlines Shuttle                                                       |
| Total              |                        | 2.580        |                                                                                                |

### Foști
| Companie          | Data alaturiaii | Data iesirii | Membrii afiliati companiei                                                     |
| ----------------- | --------------- | ------------ | ------------------------------------------------------------------------------ |
| Canadian Airlines | 1 Feb 1999      | 1 Iun 2000   | Calm Air Canadian North Canadian Regional Airlines Inter-Canadien Air Atlantic |
| Air Berlin        | 20 Mar 2012     | 28 Oct 2017  | Niki                                                                           |
| Malév             | 29 Mar 2007     | 3 Feb 2012   |                                                                                |
| Mexicana          | 10 Nov 2009     | 28 Aug 2010  | MexicanaClick MexicanaLink                                                     |
| Aer Lingus        | 1 Iun 2000      | 1 Apr 2007   |                                                                                |

### Membri viitori potențiali
| Companie       | Data alaturiaii | Membrii afiliati companiei |
| -------------- | --------------- | -------------------------- |
| LATAM Paraguay | TBA             | LATAM Brasil               |

### Member hubs
| Membru             | Hubs | Oras focus |
| ------------------ | --- | --- |
| American Airlines  | Charlotte Douglas International Airport O'Hare International Airport Dallas/Fort Worth International Airport Los Angeles International Airport Miami International Airport John F. Kennedy International Airport LaGuardia Airport Philadelphia International Airport Phoenix Sky Harbor International Airport Ronald Reagan Washington National Airport | |
| British Airways    | London Gatwick Airport London Heathrow Airport | |
| Cathay Pacific     | Hong Kong International Airport | |
| Finnair            | Helsinki Airport | |
| Iberia             | Adolfo Suárez Madrid–Barajas Airport | |
| Japan Airlines     | Haneda Airport Narita International Airport Kansai International Airport Osaka International Airport | Fukuoka Airport Chubu Centrair International Airport Naha Airport New Chitose Airport |
| LATAM              | Aeroparque Jorge Newbery Brasília International Airport Comodoro Arturo Merino Benítez International Airport El Dorado International Airport Jorge Chávez International Airport Mariscal Sucre International Airport José Joaquín de Olmedo International Airport São Paulo-Guarulhos International Airport Rio de Janeiro-Galeão International Airport  | Cerro Moreno International Airport Congonhas-São Paulo Airport Deputado Luís Eduardo Magalhães International Airport Miami International Airport Ministro Pistarini International Airport Santos Dumont Airport Silvio Pettirossi International Airport Tancredo Neves International Airport Salgado Filho International Airport Hercilio Luz International Airport Pinto Martins International Airport Recife/Guararapes-Gilberto Freyre International Airport Afonso Pena International Airport Greater Natal International Airport Val de Cães International Airport |
| Malaysia Airlines  | Kuala Lumpur International Airport Kota Kinabalu International Airport Kuching International Airport Penang International Airport | |
| Qantas             | Adelaide Airport Brisbane Airport Dubai International Airport (ends 24 March 2018) Melbourne Airport Sydney Airport Singapore Changi (Future) Perth Airport | Cairns International Airport Darwin International Airport Los Angeles International Airport |
| Qatar Airways      | Hamad International Airport | |
| Royal Jordanian    | Queen Alia International Airport | King Hussein International Airport |
| S7 Airlines        | Domodedovo International Airport Tolmachevo Airport | International Airport Irkutsk Pulkovo Airport Vladivostok International Airport |
| SriLankan Airlines | Bandaranaike International Airport | |

## Premii și recunoașteri
| \| An \| Organizatie \| Premiu \| \| ---- \| ------------------------------------------------ \| -------------------------------- \| \| 2002 \| Business Traveller Awards \| Best Airline Alliance \| \| 2003 \| World Travel Awards \| World's Leading Airline Alliance \| \| 2004 \| Business Traveller Awards \| Best Airline Alliance \| \| 2004 \| World Travel Awards \| World's Leading Airline Alliance \| \| 2005 \| Business Traveller Awards \| Best Airline Alliance \| \| 2005 \| World Travel Awards \| World's Leading Airline Alliance \| \| 2006 \| World Travel Awards \| World's Leading Airline Alliance \| \| 2007 \| World Travel Awards \| World's Leading Airline Alliance \| \| 2008 \| World Travel Awards \| World's Leading Airline Alliance \| \| 2009 \| Business Traveller Cellars in the Sky Awards \| Overall Best Airline Alliance \| \| 2009 \| World Travel Awards \| World's Leading Airline Alliance \| \| 2010 \| Skytrax World Airline Awards \| Best Airline Alliance \| \| 2010 \| World Travel Awards \| World's Leading Airline Alliance \| \| 2010 \| Global Traveler Tested Reader Survey 2010 Awards \| Best Airline Alliance \| \| 2011 \| Australian Business Traveller Awards \| Best Airline Alliance \| \| 2011 \| World Travel Awards \| World's Leading Airline Alliance \| \| 2011 \| Global Traveler Tested Reader Survey 2011 Awards \| Best Airline Alliance \| \| 2012 \| Australian Business Traveller Awards \| Best Airline Alliance \| \| 2012 \| World Travel Awards \| World's Leading Airline Alliance \| \| 2012 \| Global Traveler Tested Reader Survey 2012 Awards \| Best Airline Alliance \| \| 2013 \| Premier Traveller Awards \| Best Airline Alliance \| \| 2013 \| Business Traveller Awards \| Best Airline Alliance \| \| 2013 \| Skytrax World Airline Awards \| Best Airline Alliance \| \| 2013 \| World Travel Awards \| World's Leading Airline Alliance \| \| 2013 \| Global Traveler Tested Reader Survey 2013 Awards \| Best Airline Alliance \| \| 2014 \| Premier Traveller Awards \| Best Airline Alliance \| \| 2014 \| Business Traveller Awards \| Best Airline Alliance \| \| 2014 \| Skytrax World Airline Awards \| Best Airline Alliance \| \| 2014 \| Air Transport News \| Best Airline Alliance \| \| 2014 \| World Travel Awards \| World's Leading Airline Alliance \| \| 2015 \| Skytrax World Airline Awards \| Best Airline Alliance \| |                                                  |                                  |
| |                                                  |                                  |
| An | Organizatie                                      | Premiu                           |
| 2002 | Business Traveller Awards                        | Best Airline Alliance            |
| 2003 | World Travel Awards                              | World's Leading Airline Alliance |
| 2004 | Business Traveller Awards                        | Best Airline Alliance            |
| 2004 | World Travel Awards                              | World's Leading Airline Alliance |
| 2005 | Business Traveller Awards                        | Best Airline Alliance            |
| 2005 | World Travel Awards                              | World's Leading Airline Alliance |
| 2006 | World Travel Awards                              | World's Leading Airline Alliance |
| 2007 | World Travel Awards                              | World's Leading Airline Alliance |
| 2008 | World Travel Awards                              | World's Leading Airline Alliance |
| 2009 | Business Traveller Cellars in the Sky Awards     | Overall Best Airline Alliance    |
| 2009 | World Travel Awards                              | World's Leading Airline Alliance |
| 2010 | Skytrax World Airline Awards                     | Best Airline Alliance            |
| 2010 | World Travel Awards                              | World's Leading Airline Alliance |
| 2010 | Global Traveler Tested Reader Survey 2010 Awards | Best Airline Alliance            |
| 2011 | Australian Business Traveller Awards             | Best Airline Alliance            |
| 2011 | World Travel Awards                              | World's Leading Airline Alliance |
| 2011 | Global Traveler Tested Reader Survey 2011 Awards | Best Airline Alliance            |
| 2012 | Australian Business Traveller Awards             | Best Airline Alliance            |
| 2012 | World Travel Awards                              | World's Leading Airline Alliance |
| 2012 | Global Traveler Tested Reader Survey 2012 Awards | Best Airline Alliance            |
| 2013 | Premier Traveller Awards                         | Best Airline Alliance            |
| 2013 | Business Traveller Awards                        | Best Airline Alliance            |
| 2013 | Skytrax World Airline Awards                     | Best Airline Alliance            |
| 2013 | World Travel Awards                              | World's Leading Airline Alliance |
| 2013 | Global Traveler Tested Reader Survey 2013 Awards | Best Airline Alliance            |
| 2014 | Premier Traveller Awards                         | Best Airline Alliance            |
| 2014 | Business Traveller Awards                        | Best Airline Alliance            |
| 2014 | Skytrax World Airline Awards                     | Best Airline Alliance            |
| 2014 | Air Transport News                               | Best Airline Alliance            |
| 2014 | World Travel Awards                              | World's Leading Airline Alliance |
| 2015 | Skytrax World Airline Awards                     | Best Airline Alliance            |